# Александер Ціклер
Александер Ціклер (нім. Alexander Zickler, нар. 28 лютого 1974, Бад-Зальцунген) — німецький футболіст, що грав на позиції нападника.
Виступав, зокрема, за «Баварію», разом з якою став переможцем Ліги чемпіонів УЄФА, володарем Кубка УЄФА та Міжконтинентального кубка, а також семиразовим чемпіоном Німеччини, чотириразовим володарем Кубка Німеччини та п'ятиразовим володарем Кубка німецької ліги. Крім того виступав на батьківщині за «Динамо» (Дрезден), а в Австрії за «Ред Булл» та ЛАСК (Лінц), вигравши з зальцбурцями три чемпіонати Австрії, а також двічі ставав найкращим бомбардиром чемпіонату і одного разу — футболістом року в Австрії. Крім того провів 12 матчів за національну збірну Німеччини, проте на великих турнірах участі не брав.

## Клубна кар'єра

### «Динамо»
Народився 28 лютого 1974 року в місті Бад-Зальцунген, НДР. Вихованець футбольної школи клубу «Динамо» (Дрезден). Дорослу футбольну кар'єру розпочав 1992 року в основній команді того ж клубу, в якій провів один сезон у Бундеслізі, взявши участь у 18 матчах чемпіонату і допоміг команді зберегти прописку в еліті.

### «Баварія»
Своєю грою за цю команду привернув увагу представників тренерського штабу «Баварії», до складу якого приєднався у липні 1993 року за 1 187 300 євро. У першому сезоні 1993/94 Ціклер здебільшого виходив на заміну, але з наступного року став гравцем основного складу і допоміг баварцям здобути сім німецьких чемпіонств, чотири німецькі кубка, а також п'ять кубків ліги Німеччини. Також у сезоні 1995/96 Ціклер з командою став переможцем Кубка УЄФА (вісім ігор і дві гольові передачі під час кампанії), а у сезоні 2000/01 — Ліги чемпіонів, зігравши в тому числі і у фіналі проти «Валенсії», де вийшов на заміну на 100 хвилині замість Джоване Елбера і успішно реалізував свій післяматчевий пенальті, допомігши своїй команді святкувати перемогу у турнірі. В кінці того ж року виграв з командою і Міжконтинентальний кубок, проте на поле в тому одноматчевому турнірі не вийшов.

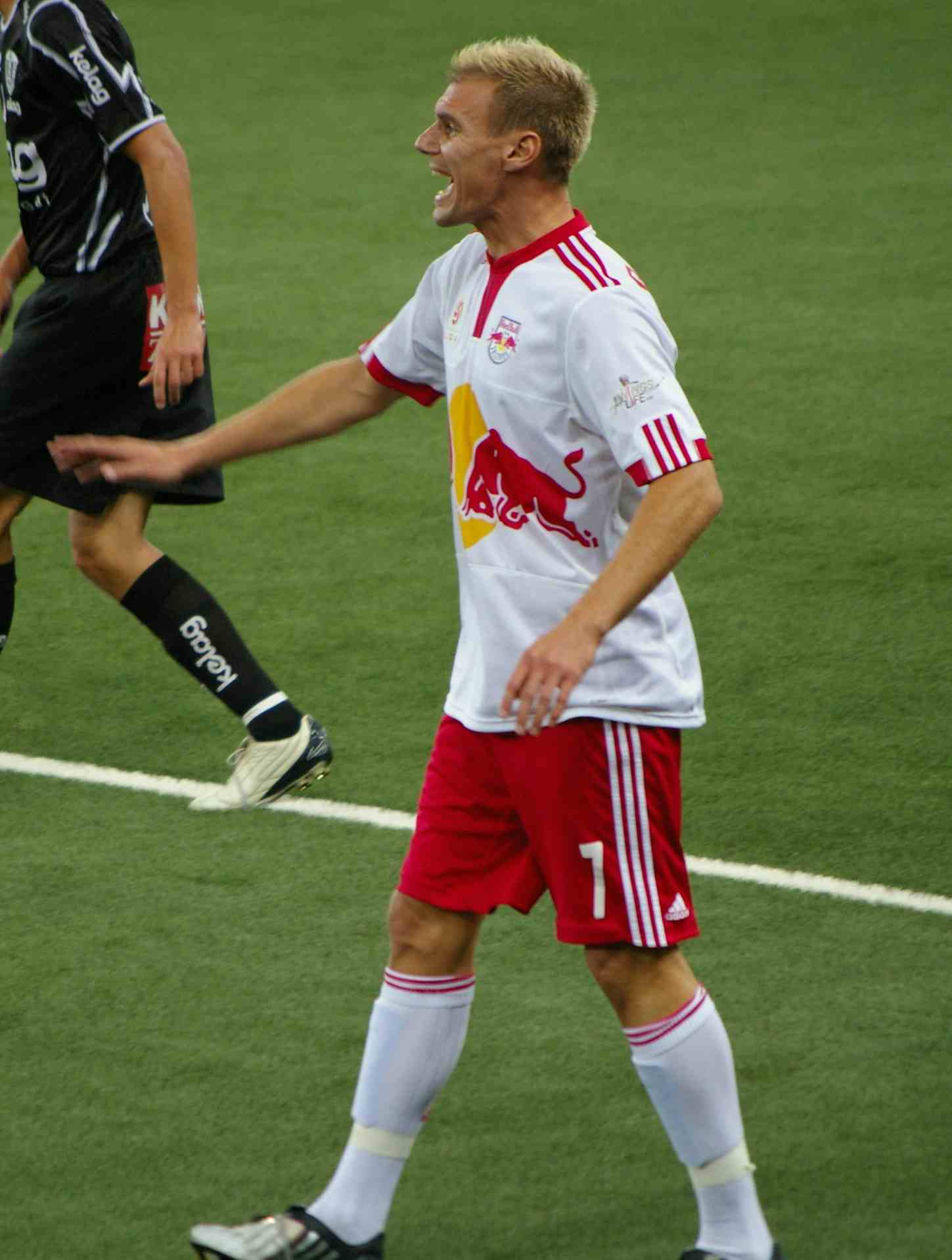
Александер Ціклер під час виступів за «Ред Булл». 4 жовтня 2009 року.

Під час свого перебування в Бундеслізі, він встановив рекорд забитих голів з виходів на заміну, забивши 18 разів у 102 матчах з лавки. Тим не менш, його кар'єрі часто перешкоджали травми і хвороби: в 2002 році Ціклер переніс операцію з видалення пухлини з його правої гомілкової кістки, яка змусила його пропустити ЧС-2002, рік потому він знову був госпіталізований з проблемами на раніше оперованій нозі, а ще незабаром в гравця з'явились проблеми і з другою гомілкою, через що гравець повноцінно відновився лише за кілька днів до початку сезону 2003/04.
Незадовго до свого повернення в першу команду, Ціклер зламав гомілку втретє, після чого два сезони змушений був грати за «Баварію II» в Регіоналлізі. У цей час, більшість критиків припустили, що його кар'єра підійшла до кінця.

### Австрія
У червні 2005 року Ціклер разом з партнером по команді Томасом Лінке підписав контракт з клубом «Ред Булл» з австрійської Бундесліги. У своєму першому сезоні він допоміг клубу зайняти друге місце у чемпіонаті, забивши дев'ять голів у 31 матчі.
У сезоні 2006/07 футболіст покращив свої результати і 30 листопада 2006 року був визнаний футболістом року австрійської Бундесліги, а сезон завершив з 22 голами, ставши найкращим бомбардиром турніру і допоміг команді виграти національний чемпіонат. У сезоні 2007/08 Ціклер з 16 голами знову став найкращим бомбардиром австрійського чемпіонату, проте надалі результативність німецького форварда впала — 5 і 4 голи у наступних двох сезонах відповідно, хоча і став в кожному з них чемпіоном Австрії.
Завершив професійну ігрову кар'єру у австрійському клубі ЛАСК (Лінц), за який виступав протягом сезону 2010/11 років, але не зміг врятувати команду від вильоту з Бундесліги.

## Виступи за збірні
Протягом 1993–1996 років залучався до складу молодіжної збірної Німеччини. На молодіжному рівні зіграв у 17 офіційних матчах, забив 7 голів.
18 листопада 1998 року дебютував в офіційних матчах у складі національної збірної Німеччини, вийшовши на заміну замість Маріо Баслера в товариській грі проти збірної Нідерландів (1:1). 16 серпня 2000 року Александер забив свої єдині голи за «бундестім», зробивши дубль у товариській грі проти збірної Іспанії в Ганновері (4:1). Свій останній матч за збірну провів 11 жовтня 2002 року, зігравши в товариському матчі проти збірної Боснії і Герцеговини.
Всього протягом кар'єри в національній команді, яка тривала 5 років, провів у формі головної команди країни 12 матчів, забивши 2 голи.

## Титули і досягнення

### Командні
- Чемпіон Німеччини (7):

«Баварія»: 1994, 1997, 1999, 2000, 2001, 2003, 2005
- Володар Кубка Німеччини (4):

«Баварія»: 1998, 2000, 2003, 2005
- Володар Кубка німецької ліги (5):

«Баварія»: 1997, 1998, 1999, 2000, 2004
- Чемпіон Австрії (3):

«Ред Булл»: 2007, 2009, 2010
- Володар Кубка УЄФА (1):

«Баварія»: 1996
- Переможець Ліги чемпіонів УЄФА (1):

«Баварія»: 2001
- Володар Міжконтинентального кубка (1):

«Баварія»: 2001

### Особисті
- Футболіст року в Австрії: 2006
- Найкращий бомбардир чемпіонату Австрії (2): 2006-07, 2007-08